# François de Médicis
François de Médicis est professeur de musicologie à la Faculté de musique de l'Université de Montréal et musicologue canadien.

## Biographie
En 1998, François de Médicis obtient son diplôme de doctorat en musicologie théorique de l'Université McGill.
Il se spécialise notamment sur les thèmes du romantisme et du début du modernisme (1800-1945) en musique.
Il publie des travaux sur la compositrice Mel Bonis et sur Schubert, Debussy, Koechlin, Milhaud et Stravinski dans des ouvrages collectifs parus aux éditions Actes Sud, Dohr, L'Harmattan, les Presses de l'Université de Montréal, la Sorbonne, Symétrie, Université de Rochester et Vrin. Il a également écrit des études sur Mozart dans la revue Acta Musicologica (en) (2002) et dans une encyclopédie dirigée par Jean-Jacques Nattiez, Enciclopedia della musica, 2004 (en traduction française chez Actes Sud, Musiques : Une encyclopédie pour le XXIe siècle, 2006).

## Publications

### Monographies
- Camille Saint-Saëns,Œuvres pour violon et piano :  Sonates pour violon et piano, édition critique préparée par Fabien Guilloux et François de Médicis, Cassel, Bärenreiter, Lxxvi p. (dont une introduction de F. de Médicis et Fabien Guilloux de xvii p.), 2021, 176 p.
- La maturation artistique de Debussy dans son contexte historique (1884-1902)[2], Turnhout, Brepols, 2020, 836 p.

### Ouvrages collectifs
- François de Médicis et Steven Huebner (dir.), Debussy’s Resonance, Rochester, Université de Rochester, 2018, 625 p.
- Caron, Sylvain, François de Médicis et Michel Duchesneau (éd.), Musique et modernité en France (1900-1945), Montréal, Presses de l'Université de Montréal, 2006, 432 p.

### Chapitres de livre
- « La musique pour piano [de Mel Bonis] », dans Étienne Jardin (dir.), Mel Bonis (1858-1937) : Parcours d’une compositrice de la Belle Époque, Arles, Actes Sud, Palazzetto Bru Zane, 2020, p. 301-342.
- « La musique de chambre [de Mel Bonis] » dans Étienne Jardin (dir.), Mel Bonis (1858-1937) : Parcours d’une compositrice de la Belle Époque, Arles, Actes Sud, Palazzetto Bru Zane, 2020, p. 343-392.